# Sofia Hvenfelt
Sofie Hvenfelt (født 23. april 1996 i Göteborg, Sverige) er en kvindelig svensk håndboldspiller som spiller for SG BBM Bietigheim i Tyskland og Sveriges kvindehåndboldlandshold. Hun har tidligere spillet for København Håndbold.